# Aborcja w Argentynie

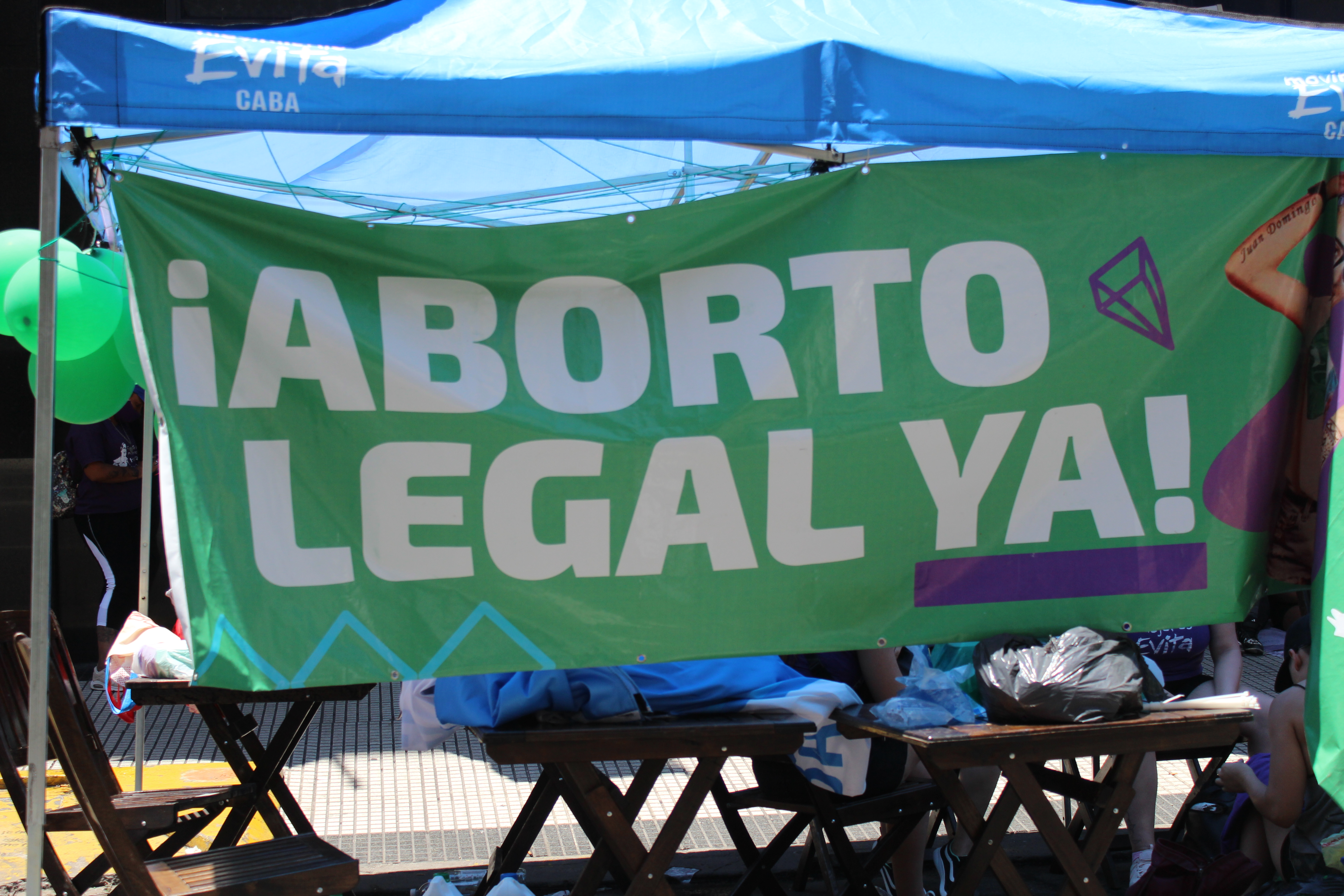
Banner z hasłem "Legalna aborcja – teraz", wystawiony przed parlamentem podczas debaty w grudniu 2020

Aborcja w Argentynie – prawo legalizujące aborcję bez ograniczeń do 14. tygodnia ciąży zostało przyjęte przez Senat Argentyny 30 grudnia 2020 roku. W myśl prawa po 14. tygodniu ciąży zabieg aborcji będzie dopuszczalny w razie, gdy ciąża jest konsekwencją gwałtu lub gdy zagraża zdrowiu kobiety. Prawo przewiduje, że zabieg będzie refundowany w publicznych szpitalach. Argentyna jest największym krajem Ameryki Południowej, który zalegalizował przerywanie ciąży. 
Projekt legalizacji prawa aborcyjnego został zgłoszony po raz pierwszy w 2018 roku. Został przegłosowany w Izbie Deputowanych, ale nie zdobył większości w Senacie. Wybrany w 2019 nowy prezydent Argentyny Alberto Fernández uznał uchwalenie prawa w tej kwestii za jeden z priorytetów. 11 grudnia 2020 ustawa zyskała większość w Izbie Deputowanych. 30 grudnia 2020 Senat przegłosował ustawę, 38 senatorów było za, 29 przeciw, 1 się wstrzymał.
Szacuje się, że w 2016 roku 40 tys. kobiet było hospitalizowanych z powodu komplikacji wynikających z nielegalnych zabiegów aborcji, około 65 osób zmarło między 2016 a 2018 na skutek tych komplikacji.
Legalizacja dostępu do aborcji jest uważana za sukces feministycznego ruchu społecznego Ni una menos, który od 2015 roku organizował protesty sprzeciwiające się przemocy wobec kobiet i domagające się legalizacji przerywania ciąży.